# Tomàs Ripoll
Tomàs Ripoll (Tarragona, 1655 - Roma, 22 de setembre del 1747) fou el General de l'Orde dels Predicadors entre 1725 i 1747. Tomàs Ripoll era un dominic contemplatiu originari de Tarragona a la província d'Aragó. El 1699 fou escollit prior del Convent de Santa Caterina (Barcelona) quan ja era qualificador del Tribunal de la Santa Inquisició. Fou socius de dos dels mestres del seu orde, Antonin Cloche el 1702 amb el títol "Provincial de la Terra Santa", i Agustín Pipia.
El 1722, Ripoll fou elegit provincial de la província eclesiàstica d'Aragó. El Capítol General de l'orde dominic fet a Bolonya el 18 de maig del 1725 l'escollí General. Com a General, Ripoll no feu visites, va supervisar la finalització dels documents històrics de l'orde dominic, i finançà les obres de reparació del convent de Santa Caterina ocorreguts per causa del setge de Barcelona (1713-1714), i procurà els fons per a la continuació de les obres constructives del Convent de Sant Domènec de Vic. La controvèrsia jansenista s'aguditzà durant el seu període com a General. El 1740, l'amic de Ripoll (i també germà dominic) Prospero Lorenzo Lambertini va ser elegit papa, prenent el nom papal de Benet XIV. Durant la seva etapa com a General de l'orde, també publicà algunes obres de caràcter teològic, com Bullarium ordinis FF. Praedicatorum, sub auspiciis SS. D. N. D. Benedicti XIII, ponificis maximi, ejusdem ordinis (Hieronymus Mainard, Roma, 1740) editat conjuntament amb Antonin Brémond en diversos volums; o Officium hebdomadae sanctae juxta ritum sac. ord. praedicator (typis Hieronymi Mainardi, Roma, 1741).
Mort a la "Ciutat Eterna" el 1747 als 95 anys, arribà la notícia de la seva defunció a Barcelona el dia 17 d'octubre d'aquell any, i l'11 de desembre s'instal·la al Convent de Santa Caterina (Barcelona) un monumental túmul esculpit de més de vuit metres de base i gairebé disset metres d'alçada, de caràcter barroc per a commemorar-ne la memòria i celebrant-s'hi unes exèquies al cap de set dies fetes pel pare Lleonart llavors prior de Santa Caterina i que foren publicades en paper a Barcelona. A Mèxic també s'hi realitzaren actes de commemoració.
El CRAI Biblioteca de Fons Antic de la Universitat de Barcelona conserva diverses obres que van formar part de la biblioteca personal de Ripoll, així com un exemple de les marques de propietat que van identificar els seus llibres al llarg de la seva vida.